# Crna Trava
Crna Trava (izvirno srbsko Црна Трава) je naselje v Srbiji, ki je središče istoimenske občine; slednja pa je del Jablaniškega upravnega okraja.

## Demografija
V naselju, katerega izvirno (srbsko-cirilično) ime je Црна Трава, živi 461 polnoletnih prebivalcev, pri čemer je njihova povprečna starost 40,8 let (38,9 pri moških in 42,8 pri ženskah). Naselje ima 220 gospodinjstev, pri čemer je povprečno število članov na gospodinjstvo 2,56.
To naselje je, glede na rezultate popisa iz leta 2002, večinoma srbsko, a v času zadnjih treh popisov je opazno zmanjšanje števila prebivalcev.
|  |

| Demografija | Demografija     | Demografija     |
| Leto        | Št. prebivalcev | Št. prebivalcev |
| ----------- | --------------- | --------------- |
|             |                 |                 |
|             |                 |                 |
|             |                 |                 |
|             |                 |                 |
| 1948        | 2051            |                 |
| 1953        | 1860            |                 |
| 1961        | 1639            |                 |
| 1971        | 1276            |                 |
| 1981        | 873             |                 |
| 1991        | 688             | 689             |
| 2002        | 571             | 563             |
|             |                 |                 |

| Etnična sestava po popisu iz leta 2002 | Etnična sestava po popisu iz leta 2002 | Etnična sestava po popisu iz leta 2002 | Etnična sestava po popisu iz leta 2002 | Etnična sestava po popisu iz leta 2002 |
| -------------------------------------- | -------------------------------------- | -------------------------------------- | -------------------------------------- | -------------------------------------- |
| Srbi                                   | Srbi                                   |                                        | 553                                    | 98,22%                                 |
| Bolgari                                | Bolgari                                |                                        | 6                                      | 1,06%                                  |
| Jugoslovani                            | Jugoslovani                            |                                        | 3                                      | 0,53%                                  |
| Neznano                                | Neznano                                |                                        | 0                                      | 0,0%                                   |